# ناطحة غينزبرغ
كانت ناطحة غينزبرغ أو دار غينزبرغ عبارة عن ناطحة سحاب مؤلفة من 12 طابقاً بطول 67.5 م في كييف. وقد عُرفت باسم «أول ناطحة سحاب في أوكرانيا»، اكتمل بناؤها في 1912 ودُمرت في 1941.

## تاريخها

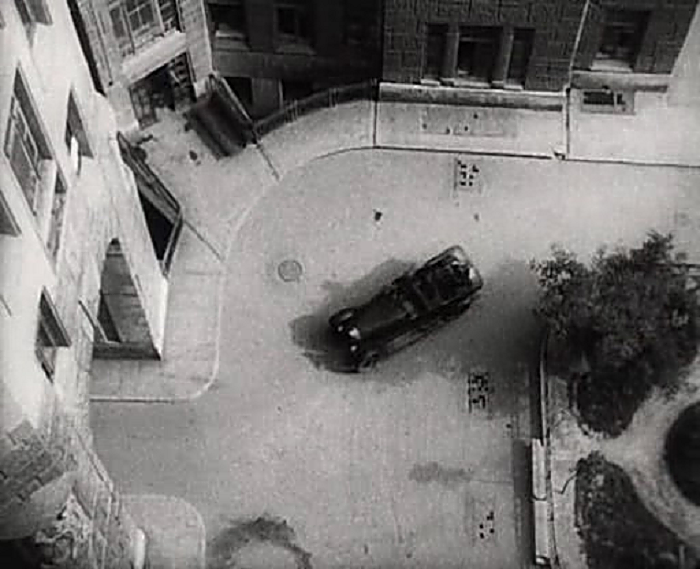
لقطة من فيلم " رجل يحمل كاميرا سينمائية "

بُني الدار بين عامي 1910-1912. واستُخدم كمسكن للإيراد [الإنجليزية]. كان يضم 94 شقة، أكبرها من 11 غرفة. كان هناك حوالي 500 غرفة في المجمل.
كان مركز التسوق يقع في الطوابق الأولى من مبنى غينسبيرغ. ضم المبنى قبة تطل على بانوراما كييف.
افتتح الفنان أولكسندر موراشكو [الإنجليزية] «استوديو أوليكساندر موراشكو للفنون» في الطابق الثاني عشر من ناطحة السحاب في خريف 1913، ودرس به ما يقرب من 100 شخص في نفس الوقت. كما أُلقيت محاضرات عن تاريخ وفلسفة الفن، بالإضافة إلى الرسم والتصوير. ظل الاستوديو قائماً حتى 1917.
أقامت البعثة العسكرية الفرنسية إلى جمهورية أوكرانيا الشعبية، المكونة من 6 ضباط، في هذا المبنى في أبريل 1918.
وبالنهاية، نسفت القوات السوفيتية المنسحبة المبنى في 1941 عقب الغزو الألماني لروسيا. وذلك من قبل المفوضية الشعبية للشؤون الداخلية في 24 سبتمبر 1941 ودُمر بالكامل في أوائل الخمسينيات من القرن الماضي، عندما وقع التفكيك النهائي لأساس المبنى.
شُيد فندق موسكو (فندق أوكرانيا منذ 2001) في موقع دار غينزبرغ بين 1954-1961.
استُخدم المبنى في تصوير الفيلم السوفيتي التجريبي رجل مع كاميرا فيلم في 1929، حيث صُورت القبة والفناء الداخلي لناطحة السحاب.

## معرض الصور

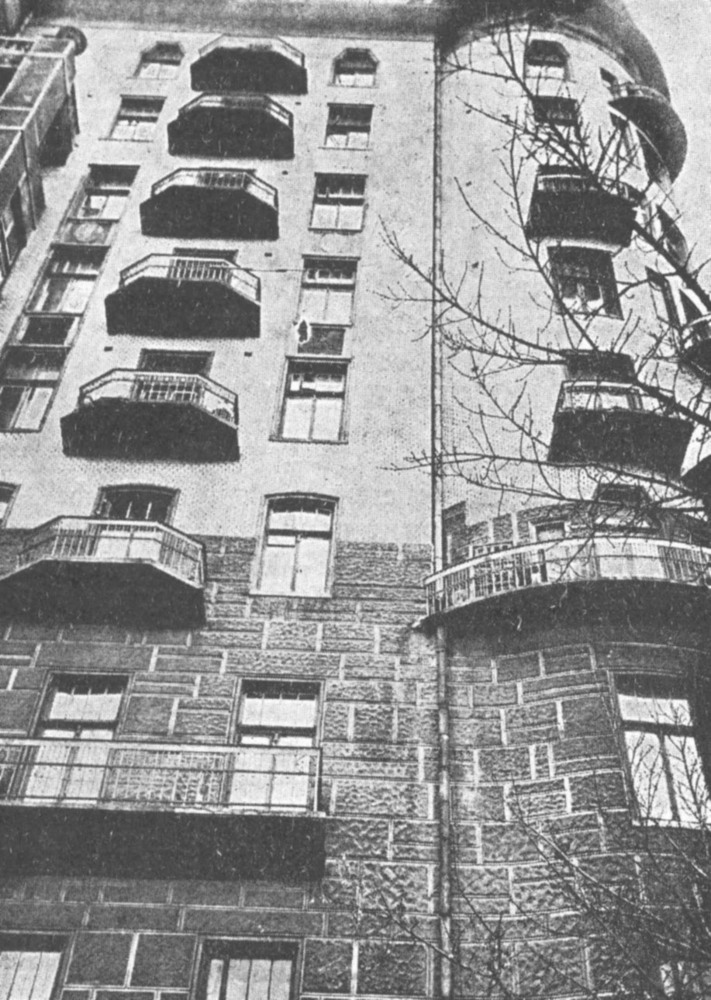
منظر للجدران
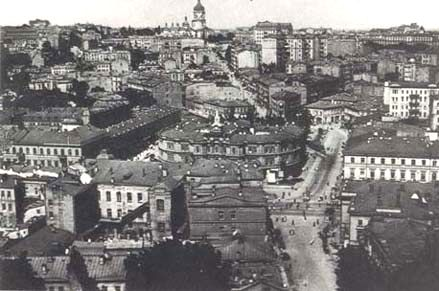
المنظر من إحدى نوافذ ناطحة سحاب
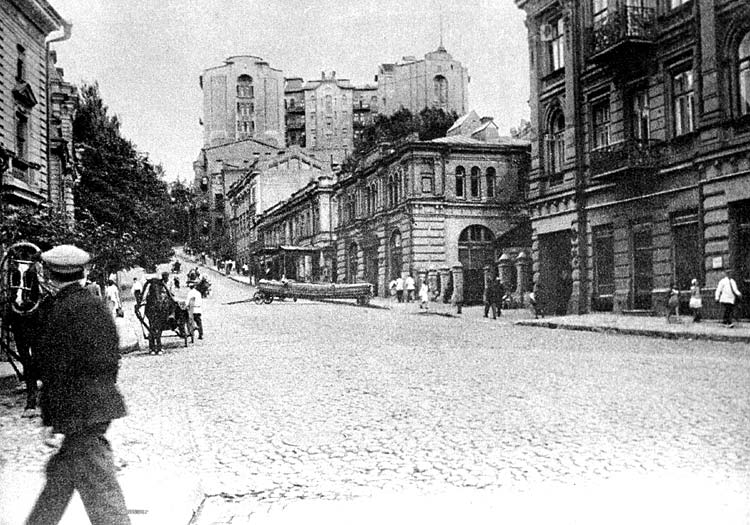
منظر من الشارع (1913)
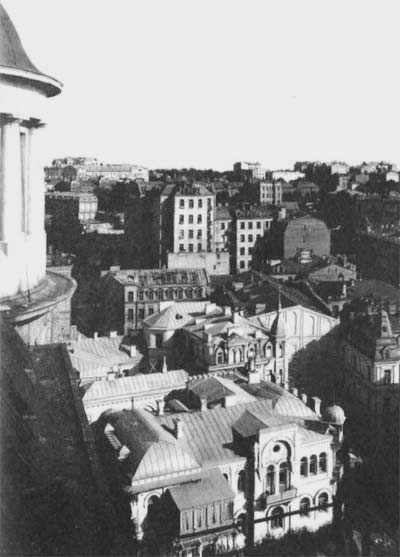
منظر من الطابق الثاني عشر من ناطحة السحاب (1914)
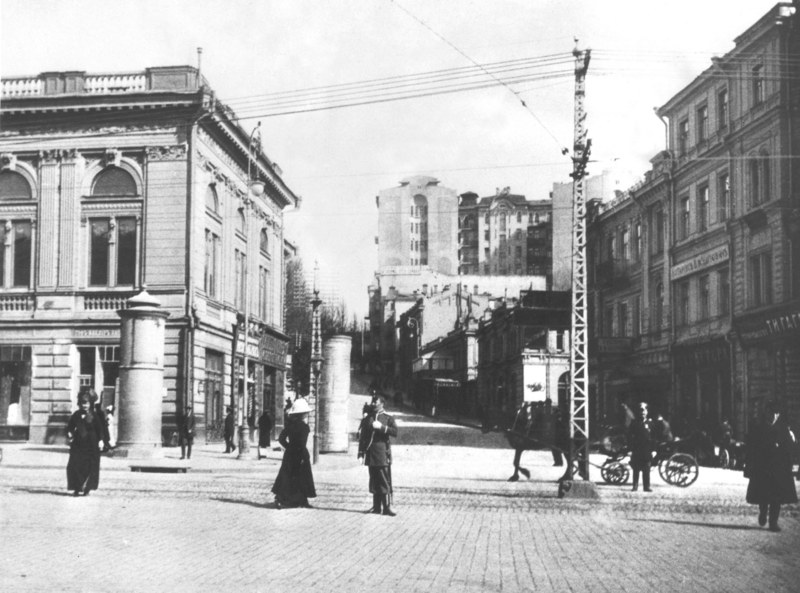
خلال العقد الأول من القرن الماضي
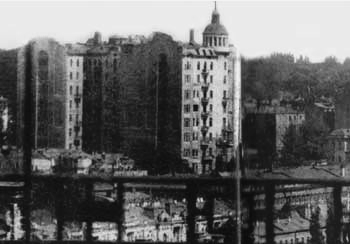
مشهد من بعيد
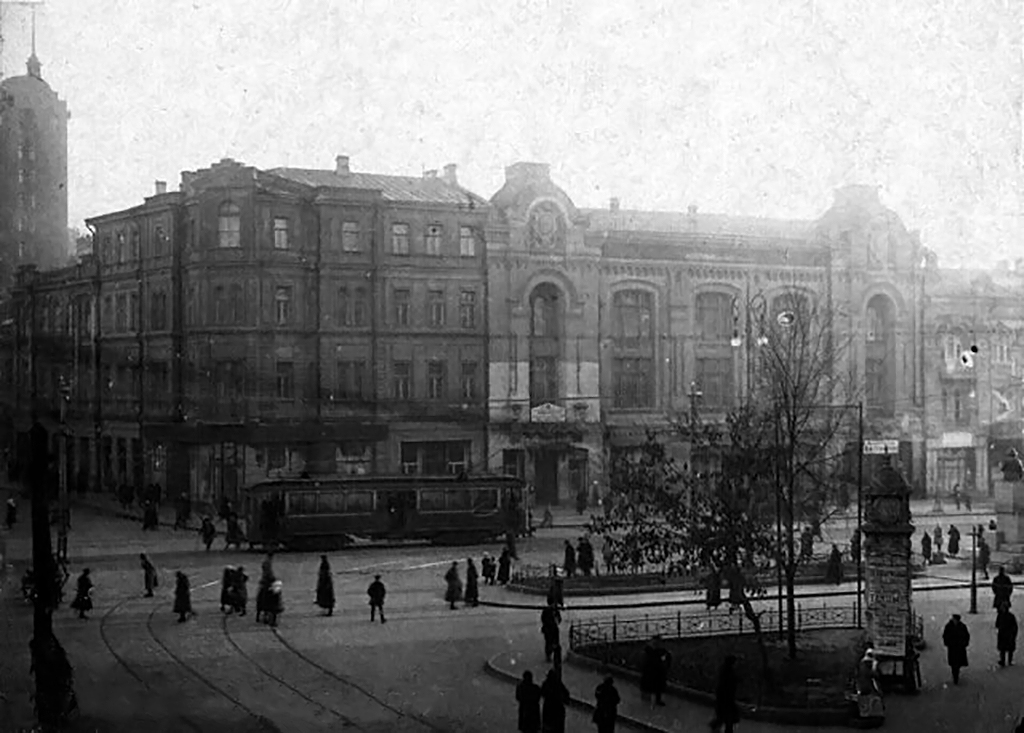
منظر من الميدان السوفيتي (1925)
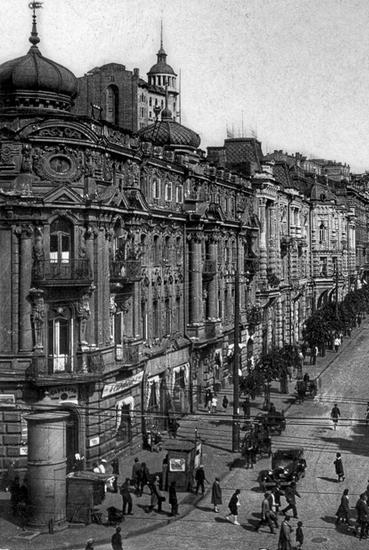
دار غينزبرغ خلال (عشرينيات القرن الماضي)
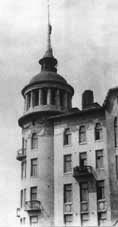
قبة الدار (1932)
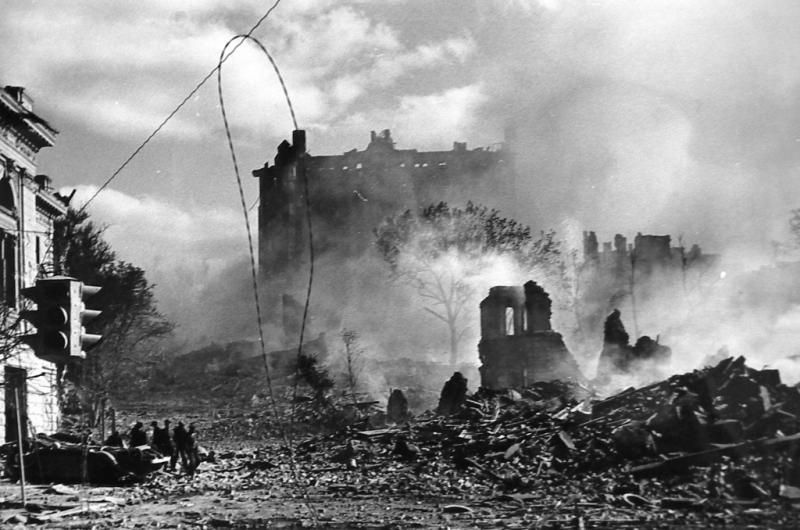
أطلال الدار (1941)
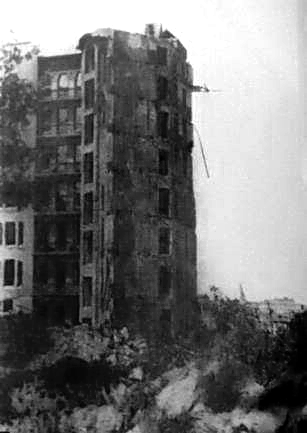
المبنى بعد هدمه
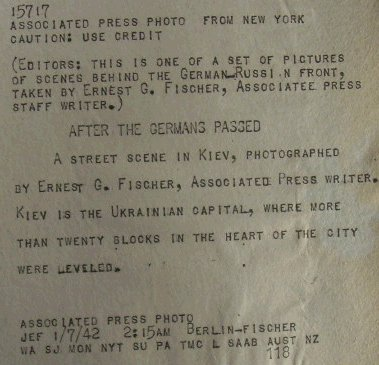
نسخة مصورة تصف ناطحة السحاب المهدمة
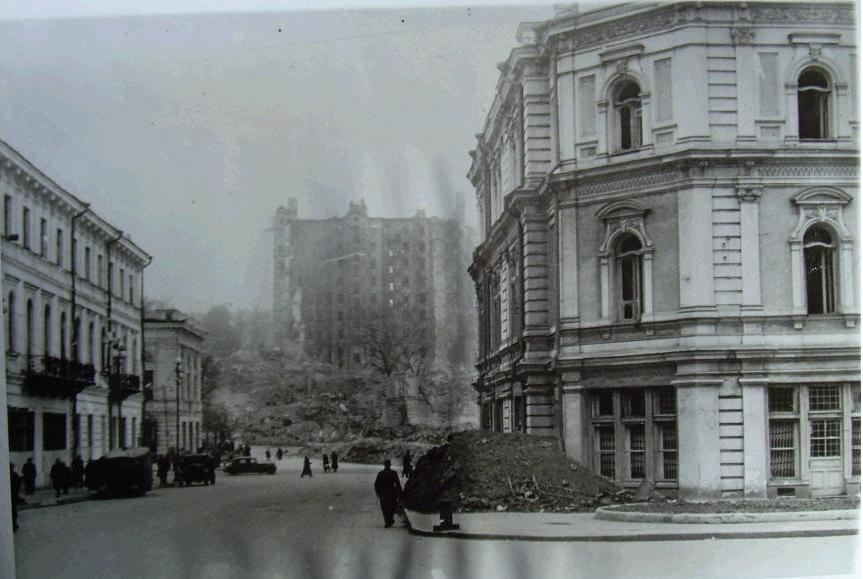
1 يوليو 1942
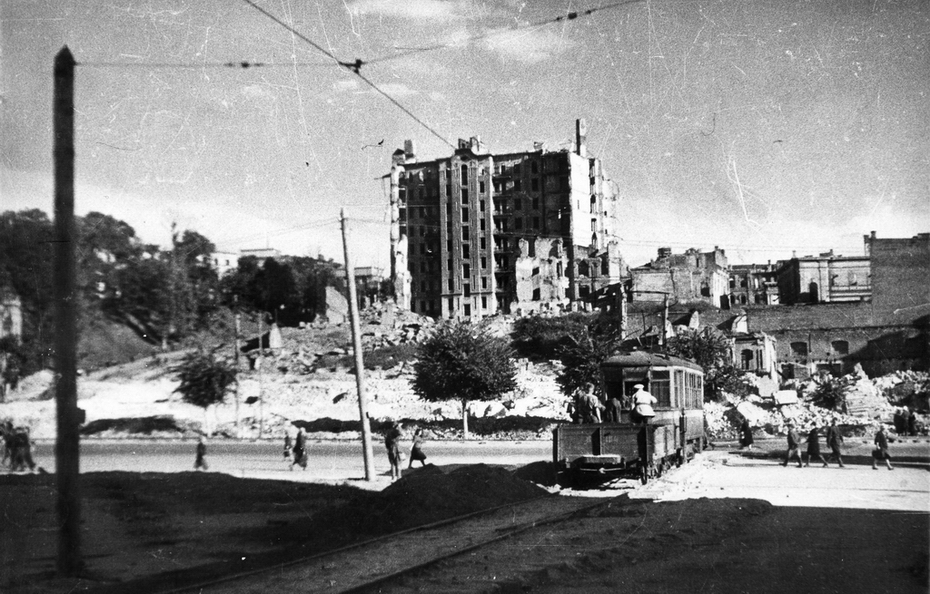
1944
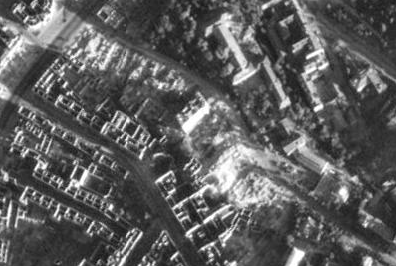
منظر جوي لناطحة السحاب المدمرة